# Danh sách kẻ thù của Batman

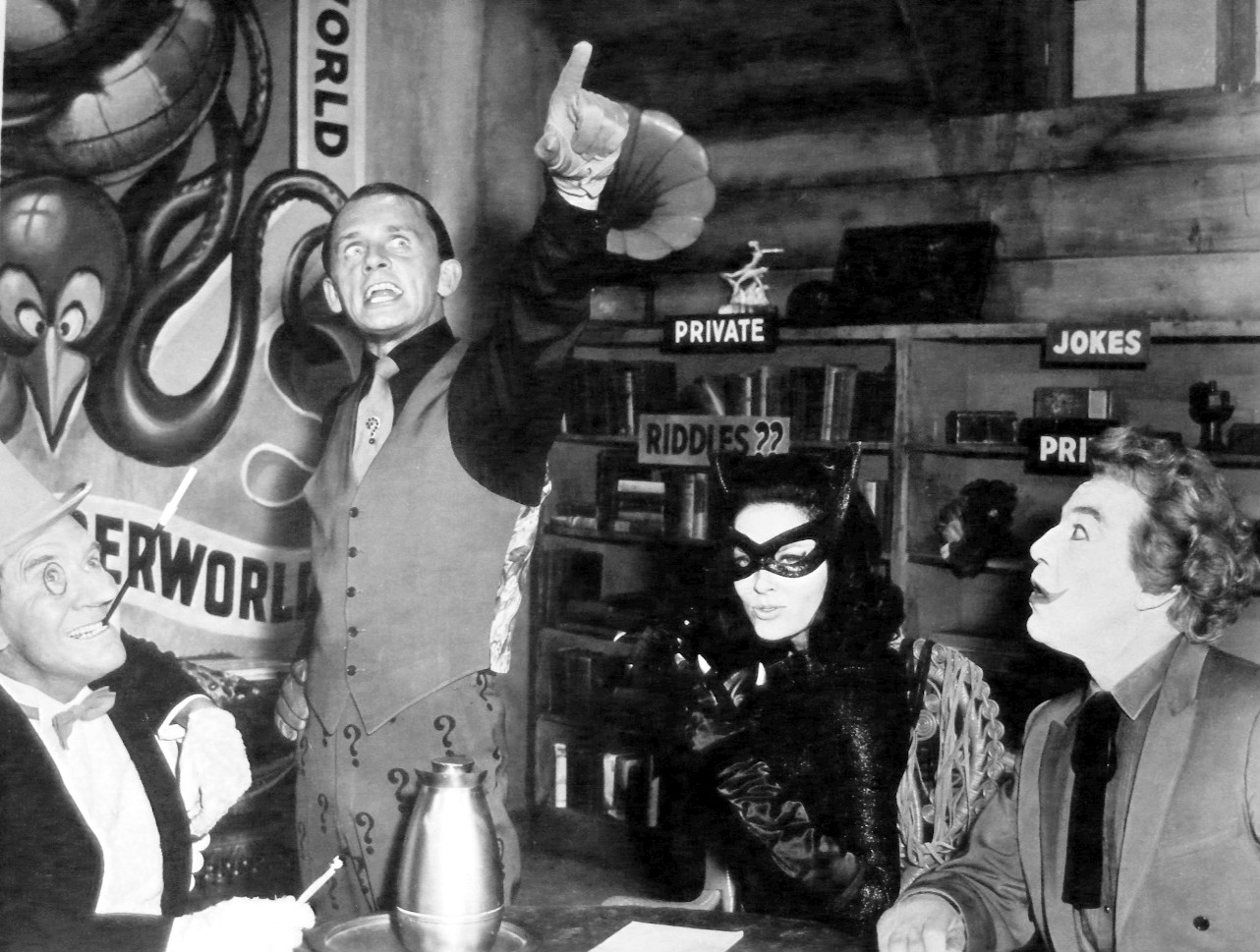
Batman villains 1966

Batman hay Người Dơi (tên thật là Bruce Wayne) là một nhân vật siêu anh hùng (superhero) giả tưởng xuất hiện trong loạt truyện tranh Hoa Kỳ được xuất bản bởi DC Comics. Nằm trong số những nhân vật truyện tranh mang tính biểu tượng cao nhất ở Mỹ (đứng thứ #2 trong "Top 100 Anh Hùng Truyện Tranh Vĩ Đại Nhất Mọi Thời Đại" năm 2011 của IGN), Batman có một đội ngũ nhân vật hỗ trợ hùng hậu, bao gồm cả đồng minh lẫn kẻ thù. Kể từ khi được Bill Finger và Bob Kane giới thiệu lần đầu trong tập truyện Detective Comics #27 (Tháng 5, 1939) cho đến nay, cả hai danh sách trên không ngừng phát triển tạo nên một thế giới Batman vô cùng đa dạng.
Danh sách kẻ thù của Batman hay còn được gọi là "Rogues Gallery" (hình ảnh các tên tội phạm bị truy nã hàng đầu trên bảng truy nã của một sở cảnh sát) luôn được các nhà báo và độc giả truyện tranh đánh giá là một trong những danh sách các siêu tội phạm truyện tranh vĩ đại nhất được tạo ra, cùng với danh sách kẻ thù của Spider-Man.

## Danh sách
Batman và các kẻ thù cũng như đồng minh của anh sinh sống và hoạt động tại Thành phố Gotham, một thành phố giả tưởng ở Mỹ. Dưới đây là danh sách những kẻ thù kinh điển lâu năm của Batman (classic rogues gallery), xuất hiện một cách thường xuyên trong truyện tranh, phim ảnh, hoạt hình, và trò chơi điện tử về chủ đề Batman. Thứ tự xuất hiện trong danh sách một phần dựa trên vị trí trong bảng xếp hạng "Top 100 Siêu Tội Phạm Truyện Tranh Vĩ Đại Nhất Mọi Thời Đại" năm 2009 của IGN.
| Tên             | Tác giả                                            | Xuất hiện lần đầu                                                | Tiểu sử |
| --------------- | -------------------------------------------------- | ---------------------------------------------------------------- | --- |
| Joker           | Bob Kane Bill Finger Jerry Robinson                | Batman #1 (Tháng 4, 1940)                                        | Joker là kẻ thù truyền kiếp (archenemy) của Batman, là đại diện cho "tất cả mọi thứ mà Batman chống lại". Ngoại hình, tính cách, điệu cười cùng những câu nói hay trò đùa của hắn thường để lại ấn tượng sâu sắc cho khán giả và độc giả. Thân phận của hắn rất bí ẩn, tên thật chưa bao giờ được tiết lộ, chỉ biết rằng hắn là một thiên tài tội phạm với tính cách vô cùng quái gở, những kẻ khác còn gọi hắn là "gã hề". Joker rất khó nắm bắt, hắn thường có những kế hoạch chi tiết với độ chính xác cao trong những lần phạm tội của mình. Trong rất nhiều trường hợp Batman không thể đoán được bước đi tiếp theo của Joker là gì và bị rơi vào bẫy của hắn. Joker luôn nằm trong danh sách những siêu tội phạm vĩ đại nhất được tạo ra từ các tạp chí và trang đánh giá. Joker đứng ở vị trí thứ #2 trong bảng xếp hạng của IGN. |
| Ra's al Ghul    | Dennis O'Neil Neal Adams                           | Batman #232 (Tháng 6, 1971)                                      | Ra's al Ghul, có nghĩa là Đầu Quỷ trong tiếng Ả Rập (Demon's Head), là một trong những siêu tội phạm mạnh nhất mà Batman từng đối mặt với khả năng kéo dài sự sống và chữa trị vết thương. Ra's đã sống trên 600 năm và luôn tin rằng những hành động của hắn là để giúp "mang lại cân bằng" cho thế giới này. Ra's là thủ lĩnh của hội League of Assassins (Liên minh Sát thủ), cha của Talia al Ghul, và là kẻ biết được thân phận của Batman. Ra's al Ghul đứng thứ #7 trong bảng xếp hạng của IGN. |
| Catwoman        | Bob Kane Bill Finger                               | Batman #1 (Tháng 4, 1940)                                        | Catwoman tên thật là Selina Kyle, thường được biết đến như một nhân vật phản anh hùng và là người tình của Batman (họ có với nhau một người con gái). Catwoman mặc một bộ đồ đen ôm sát cơ thể mô phỏng theo dáng của một con mèo và được biết đến như là một siêu tội phạm chuyên trộm đồ nữ trang ở Thành phố Gotham. Catwoman là một trong những nhân vật hiếm hoi biết được thân phận thật sự của Batman nhưng cô chưa bao giờ tiết lộ điều đó với bất kỳ ai, và vẫn thường âm thầm giúp đỡ anh. Catwoman xếp thứ #11 trong bảng xếp hạng của IGN. |
| Two-Face        | Bob Kane Bill Finger                               | Detective Comics #66 (Tháng 8, 1942)                             | Two-Face tên thật là Harvey Dent, từng là một công tố viên có năng lực và là đồng minh thân cận với Batman và Đội trưởng James Gordon cho đến khi một nửa khuôn mặt của hắn bị biến dạng bởi một vết bỏng acid. Kể từ đó, con người Harvey Dent dần bị tha hóa và biến thành một siêu tội phạm. Trước mỗi lần hành động, Two-Face đều tung đồng xu để đưa ra quyết định. Để rồi cuối cùng, con người hắn phụ thuộc hoàn toàn vào hai mặt xấp - ngửa của đồng xu. Two-Face vẫn thường được coi là thất bại lớn nhất trong sự nghiệp của Batman và cũng luôn được nhắc đến như một trong những cái giá quá đắt phải trả trong cuộc chiến chống lại cái ác của anh. Two-Face đứng ở vị trí thứ #12 trong bảng xếp hạng của IGN. |
| Bane            | Chuck Dixon Doug Moench Graham Nolan               | Batman: Vengeance of Bane #1 (Tháng 1, 1993)                     | Bane, tên thật là Eduardo Dorrance, được biết đến là tên tội phạm duy nhất từng bẻ gãy lưng Batman. Bane từ nhỏ đã sống trong môi trường ngục tù vậy nên bản năng giết người của hắn phát triển rất sớm. Hắn là vật mẫu thí nghiệm cho hợp chất Venom của chính phủ. Bane tưởng chừng như đã chết nhưng không, hắn đã sống sót và phát hiện ra loại chất bí mật đó khiến hắn có một sức mạnh khủng khiếp. Tuy nhiên Bane phải uống nó mỗi 12 tiếng để duy trì sức mạnh này, nếu không sẽ bị tác dụng phụ làm suy nhược cơ thể. Bane xếp ở vị trí thứ #34 trong bảng xếp hạng của IGN. |
| Talia al Ghul   | Dennis O'Neil Bob Brown Dick Giordano              | Detective Comics #411 (Tháng 5, 1971)                            | Talia al Ghul hay Talia Head là con gái của Ra's al Ghul và là người tình cũ của Batman. Trong thời gian đang yêu Batman, Talia luôn gặp phải những rắc rối khi rơi vào tình huống tiến thoái lưỡng nan phải lựa chọn giữa trung thành với cha mình và tình yêu với Batman. Cô luôn ở bên Batman trong những thời khắc quan trọng và giúp đỡ anh, họ còn có một người con trai với nhau. Talia nằm trong số những người hiếm hoi biết được thân phận thật sự của Batman, nhưng cô chưa bao giờ tiết lộ ra ngoài. Sau khi mối tình tan vỡ thì họ lại đối đầu nhau. Talia al Ghul đứng thứ #42 trong bảng xếp hạng của IGN. |
| Deadshot        | Bob Kane David Vern Reed Lew Schwartz              | Batman #59 (Tháng 6, 1950)                                       | Deadshot tên thật là Floyd Lawton, là một sát thủ siêu hạng với khả năng bắn tỉa "chưa bao giờ trượt". Hắn có thể sử dụng thành thạo gần như tất cả các loại vũ khí nhưng nguy hiểm nhất là hai khẩu súng lục giảm thanh được gắn trên cổ tay của hắn. Trong Vũ trụ DC, Deadshot được biết đến là tên lính đánh thuê nguy hiểm thứ hai, sau Deathstroke. Deadshot xếp thứ #43 trong bảng xếp hạng của IGN. |
| Harley Quinn    | Paul Dini Bruce Timm                               | Batman: The Animated Series #1.22: Joker's Favor (Tháng 9, 1992) | Harley Quinn tên thật là Harleen Quinzel, từng là một bác sĩ tâm lý tội phạm làm việc ở Nhà thương điên Arkham. Trong những lần tiếp xúc với Joker khi hắn bị giam giữ ở đây, cô đã đem lòng yêu hắn. Cô trở thành cộng sự bên cạnh Joker, tạo nên cặp đôi tai tiếng bậc nhất trong thế giới truyện tranh. Joker đối xử khá tệ bạc với Harley Quinn nhưng tình yêu cô dành cho hắn gần như không thay đổi. Harley Quinn còn được biết đến là bạn thân của Poison Ivy. Ivy tiêm vào người Harley một thứ thuốc khiến cô khỏe mạnh hơn và miễn nhiễm với gần như toàn bộ các loại chất độc. Harley có tính cách điên rồ ảnh hưởng từ Joker và sẵn sàng làm mọi việc vì hắn, nhưng vẫn cho thấy lòng tốt trong nhiều trường hợp. Harley Quinn xếp thứ #45 trong bảng xếp hạng của IGN.                                                      |
| Penguin         | Bob Kane Bill Finger                               | Detective Comics #58 (Tháng 12, 1941)                            | Penguin tên thật là Oswald Cobblepot, thường được biết đến là một tên tội phạm có tình yêu mãnh liệt với loài chim. Khác với đa phần các kẻ thù khác của Batman là những tên có đầu óc điên rồ, Penguin lại vô cùng tỉnh táo và lý trí. Là một kẻ thông minh và gian xảo, Penguin nhanh chóng leo lên trở thành thủ lĩnh băng đảng và xây dựng thế lực lớn trong thế giới ngầm Thành phố Gotham. Hắn cũng có khả năng ngoại giao rất tốt, biết cách thuyết phục những tên tội phạm đầu sỏ khác cùng hợp tác lật đổ Batman. Penguin thường ăn vận rất trang trọng và luôn cầm theo một chiếc ô công nghệ cao làm vũ khí. Penguin đứng thứ #51 trong bảng xếp hạng của IGN. |
| Scarecrow       | Bob Kane Bill Finger                               | World's Finest Comics #3 (Tháng 12, 1941)                        | Scarecrow tên thật là Giáo sư Jonathan Crane, là một siêu tội phạm sử dụng các loại chất hóa học gây ra ảo giác sợ hãi lên nạn nhân. Jonathan luôn bị ám ảnh bởi nỗi sợ hãi từ khi còn nhỏ, vì thế hắn trở thành một giáo sư hàng đầu tại Khoa tâm thần ở Gotham University. Những thí nghiệm nỗi sợ hãi lên con người càng ngày càng đi quá xa khiến đầu óc hắn trở nên điên loạn. Scarecrow thường mặc một bộ đồ bù nhìn vô cùng đáng sợ. Scarecrow xếp thứ #58 trong bảng xếp hạng của IGN. |
| Riddler         | Bill Finger Dick Sprang                            | Detective Comics #140 (Tháng 10, 1948)                           | Riddler tên thật là Edward Nigma, là một siêu tội phạm gây án dưới hình thức các câu đố. Riddler thích để lại các manh mối phức tạp để giải các câu đố của mình cho Batman và cảnh sát lần mò từng bước và tự cho đó là thú vui đấu trí với Batman. Riddler thường ăn vận một bộ đồ màu xanh lá cây và cầm một cây trượng hình dấu hỏi. Riddler đứng ở vị trí thứ #59 trong bảng xếp hạng của IGN. |
| Poison Ivy      | Robert Kanigher Sheldon Moldoff                    | Batman #181 (Tháng 6, 1966)                                      | Poison Ivy tên thật là Pamela Isley, là một cựu sinh viên nghiên cứu ngành thực vật học. Cô bị dụ dỗ vào một thí nghiệm khủng khiếp và trở nên ám ảnh bởi thực vật. Poison Ivy có khả năng điều khiển thực vật theo ý muốn, có thể sử dụng các loại chất độc từ thực vật, đồng thời cũng miễn nhiễm với hầu hết các loại chất độc, vi khuẩn, và virus. Ngoài ra cô có thể tiết ra một loại pheromone điều khiển trí óc của người khác. Ivy là bạn thân của Harley Quinn và luôn muốn bảo vệ Harley khỏi Joker. Poison Ivy xếp thứ #64 trong bảng xếp hạng của IGN. |
| Mr. Freeze      | Bob Kane David Wood Sheldon Moldoff Logan Sowadski | Batman #121 (Tháng 2, 1959)                                      | Mr. Freeze tên thật là Tiến sĩ Victor Fries, từng làm việc tại công ty sản xuất tia đông lạnh. Trong thời gian này người vợ Nora mà hắn vô cùng yêu quý mắc một căn bệnh hiểm nghèo, vậy nên Victor quyết định đóng băng vợ mình để kéo dài sự sống cho cô và tìm phương thức chữa trị. Tuy nhiên ông chủ của hắn đã cắt ngang tiến trình dẫn đến một vụ nổ giết chết Nora. Victor sống sót nhưng bị nhiễm chất đông lạnh khiến hắn từ đó luôn phải giữ thân nhiệt dưới 0 độ. Hắn trở nên điên loạn và thề sẽ trả thù tất cả những kẻ gây ra cái chết của vợ hắn. Mr. Freeze luôn có xu hướng bắn tia đóng băng vào bất cứ ai mà hắn đụng độ, vì thế hắn không có đồng minh và thường tác chiến một mình. Mr. Freeze xếp thứ #67 trong bảng xếp hạng của IGN.                                                                            |
| Clayface        | Bill Finger Bob Kane                               | Detective Comics #40 (Tháng 6, 1940)                             | Cho đến nay, Clayface đã trải qua rất nhiều biến thể với các nhân vật khác nhau. Phiên bản Clayface đầu tiên có tên thật là Basil Karlo, là một diễn viên nổi điên vì bộ phim kinh dị của hắn bị làm lại. Basil lấy tên nhân vật phản diện mà hắn từng đóng trong phim, Clayface, và bắt đầu truy sát thành viên đoàn làm phim. Sau đó hắn có được khả năng uốn dẻo cơ thể thành mọi hình dạng như đất sét và chính thức trở thành quái nhân. Clayface xếp thứ #73 trong bảng xếp hạng của IGN. |
| Mad Hatter      | Bill Finger Lew Schwartz                           | Batman #49 (Tháng 10, 1948)                                      | Mad Hatter tên thật là Jervis Tetch, là một nhà khoa học điên tâm thần bất ổn bị cuồng nhân vật Mad Hatter trong tiểu thuyết Cuộc phiêu lưu của Alice vào Xứ sở thần tiên của Lewis Carroll. Hắn luôn đội một cái mũ chóp cao rất lớn và luôn miệng nói hắn đang đi tìm người em gái Alice của mình. Mad Hatter có năng lực thôi miên người khác làm theo ý muốn của hắn. |
| Killer Croc     | Gerry Conway Gene Colan                            | Detective Comics #523 (Tháng 2, 1983)                            | Killer Croc tên thật là Waylon Jones, bị mắc một hội chứng kỳ lạ khiến toàn bộ cơ thể hắn được bao bọc bởi một tấm da dày và hàm răng sắc nhọn như loài cá sấu. Killer Croc miễn nhiễm với độc tính và có sức khỏe hơn người, hắn cũng là một kẻ dễ bị kích động và nổi điên. |
| Black Mask      | Doug Moench Tom Mandrake                           | Batman #386 (Tháng 8, 1985)                                      | Black Mask tên thật là Roman Sionis, là một doanh nhân xảo quyệt và là ông trùm băng đảng tội phạm khét tiếng trong thế giới ngầm Thành phố Gotham mà các thành viên luôn mang mặt nạ đen khi hành sự. |
| Sal Maroni      | Bill Finger Bob Kane                               | Detective Comics #66 (Tháng 8, 1942)                             | Salvatore "Sal" Maroni "Ông Trùm" (The Boss) là bố già (don) của dòng họ mafia gốc Ý Maroni. Nhà Maroni đã cắm rễ ở Thành phố Gotham từ rất lâu và rất có thế lực trong thế giới ngầm. Sal Maroni là kẻ trực tiếp tạt acid vào mặt Harvey Dent. |
| Carmine Falcone | Frank Miller David Mazzucchelli                    | Batman #404 (Tháng 2, 1987)                                      | Carmine Falcone "Người La Mã" (The Roman) là bố già (don) của dòng họ mafia gốc Ý Falcone. Nhà Falcone rất có máu mặt trong thế giới ngầm Thành phố Gotham. |
| Hugo Strange    | Bill Finger Bob Kane                               | Detective Comics #36 (Tháng 2, 1940)                             | Giáo sư Hugo Strange là một nhà khoa học điên thường sử dụng các hợp chất hóa học tẩy não biến nạn nhân thành những kẻ mất trí hung hãn. Hắn là kẻ biết được danh tính thật của Batman. |
| Professor Pyg   | Grant Morrison Andy Kubert                         | Batman #666 (Tháng 7, 2007)                                      | Professor Pyg tên thật là Lazlo Valentin, là một tên giết người hàng loạt bệnh hoạn. Cái tên ám chỉ việc hắn luôn đội một cái đầu heo ("pig" trong Tiếng Anh) khi gây án. Tuy nhiên, hắn đánh vần là "Pyg" do tên này bị cuồng vở kịch Pygmalion của George Bernard Shaw, nói về Pygmalion (dựa trên nhân vật cùng tên trong Thần thoại Hy Lạp), một kẻ khát khao biến con người thành trạng thái lý tưởng. Professor Pyg là kẻ đứng đằng sau Circus of Strange (Gánh xiếc Cổ quái), một nhóm tội phạm. |
| Calendar Man    | Bill Finger Sheldon Moldoff                        | Detective Comics #259 (Tháng 9, 1958)                            | Calendar Man tên thật là Julian Day, được biết đến là một tên tội phạm gây án tương ứng với các ngày lễ. Hắn thường mặc bộ đồ tương ứng với ngày lễ đó khi gây án. |
| Victor Zsasz    | Alan Grant Norm Breyfogle                          | Batman: Shadow of the Bat #1 (Tháng 6, 1992)                     | Victor Zsasz là một tên giết người hàng loạt bệnh hoạn. Mỗi lần giết một người, hắn lại khắc thêm một dấu gạch trên cơ thể mình. |
| Ventriloquist   | Alan Grant John Wagner Norm Breyfogle              | Detective Comics #583 (Tháng 2, 1988)                            | Ventriloquist đã trải qua ba phiên bản, phiên bản đầu tiên tên thật là Arnold Wesker, một diễn viên nói giọng bụng lịch thiệp. Tuy nhiên hắn bị chứng Rối loạn đa nhân cách, vì thế bản thể khác của hắn là một tên tội phạm nguy hiểm có tên là Scarface. |
| Killer Moth     | Bill Finger Dick Sprang Lew Schwartz               | Batman #63 (Tháng 2, 1951)                                       | Killer Moth tên thật là Drury Walker, là một tên tội phạm hoạt động trong thế giới ngầm Thành phố Gotham trong hình dạng của một con bướm đêm. |
| Firefly         | France Herron Dick Sprang                          | Detective Comics #184 (Tháng 6, 1952)                            | Nhân vật Firefly đã trải qua hai phiên bản, phiên bản đầu tiên tên thật là Garfield Lynns. Hắn đã tự chế ra một bộ đồ có thể giúp hắn bay lượn và tỏa ra sức nóng khủng khiếp; vũ khí của hắn là một cây súng phun lửa. |
| Man-Bat         | Frank Robbins Neal Adams                           | Detective Comics #400 (Tháng 6, 1970)                            | Man-Bat tên thật là Tiến sĩ Kirk Langstrom; ông này phát minh ra một thứ thuốc để chữa bệnh điếc cho mình, nhưng tác dụng phụ của nó biến Kirk thành một con quái vật dơi. |
| Cluemaster      | Gardner Fox Carmine Infantino                      | Detective Comics #351 (Tháng 5, 1966)                            | Cluemaster tên thật là Arthur Brown, từng là một người dẫn chương trình gameshow giải đố trên TV cho đến khi hắn biến thành một tên tội phạm. Hắn là cha của Batgirl đệ tứ Stephanie Brown. |
| Hush            | Jeph Loeb Jim Lee                                  | Batman #609 (Tháng 11, 2002)                                     | Hush tên thật là Tiến sĩ Thomas Elliot, là một người bạn thuở nhỏ của Batman. Hắn là một bác sĩ giải phẫu học thiên tài. |
| Deathstroke     | Marv Wolfman George Pérez                          | The New Teen Titans #2 (Tháng 12, 1980)                          | Deathstroke tên thật là Slade Wilson, một chiến binh thiên tài và được coi là sát thủ nguy hiểm nhất trong Vũ trụ DC. Tuy hắn là kẻ thù chính của Teen Titans nhưng cũng đụng độ Batman rất nhiều lần. Deathstroke xếp thứ #32 trong bảng xếp hạng của IGN. |
| Amanda Waller   | John Ostrander Len Wein John Byrne                 | Legends #1 (Tháng 11, 1986)                                      | Amanda Waller là một nhân viên chính phủ cấp cao và chính là kẻ đứng sau giật dây Suicide Squad. Bà ta thường lợi dụng quyền lực để trục lợi cho bản thân. Amanda thường được coi là kẻ thù chung của các siêu anh hùng DC, trong đó có cả Batman. Amanda Waller xếp thứ #60 trong bảng xếp hạng của IGN. |
| Solomon Grundy  | Alfred Bester Paul Reinman                         | All-American Comics #61 (Tháng 10, 1944)                         | Solomon Grundy tên thật là Cyrus Gold, là một thương nhân bị sát hại và quẳng xác xuống một đầm lầy. Hắn sau đó tái sinh thành một sinh vật dạng thây ma có sức khỏe hơn người. Solomon Grundy thường được coi là kẻ thù của Superman và Batman. |

Trong suốt chiều dài lịch sử, Batman còn chiến đấu với nhiều kẻ thù khác như Anarky, Copperhead, Electrocutioner, KGBeast, Lady Shiva, Maxie Zeus v.v. Ngoài ra, Batman cũng đụng độ với các kẻ thù của các tuyến nhân vật khác như Lex Luthor (kẻ thù chính của Superman, xếp thứ #4), Prometheus (kẻ thù của Teen Titans, xếp thứ #80), hay Count Vertigo (kẻ thù của Black Canary và Green Arrow), v.v.